# Aswath Damodaran

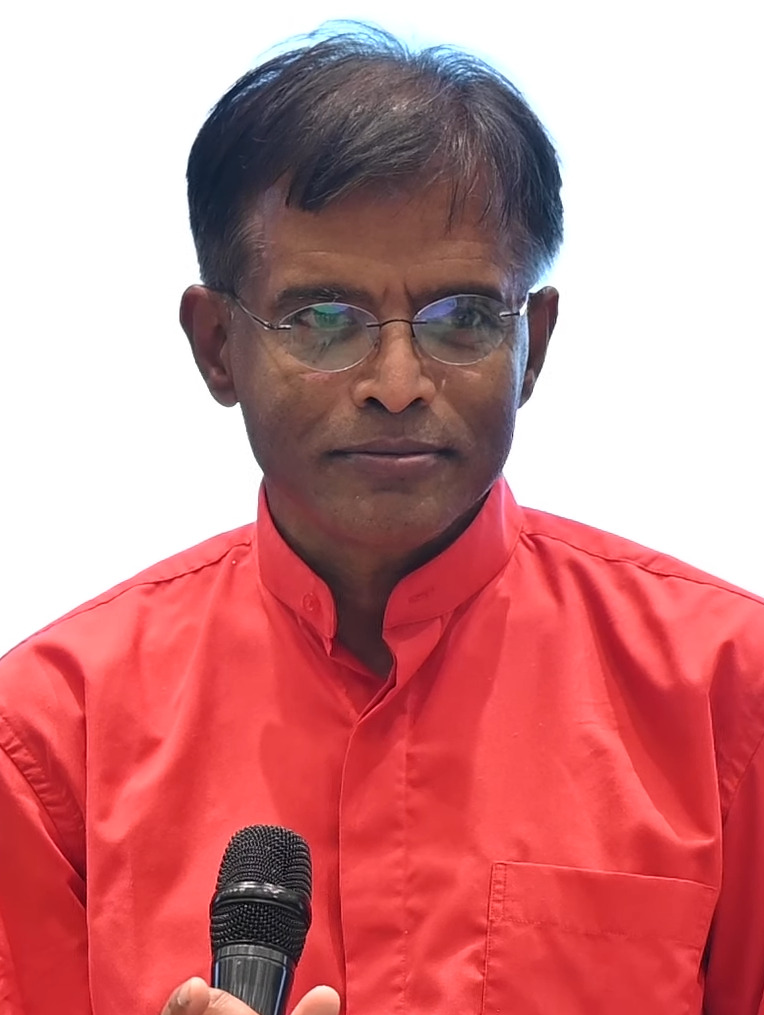
Aswath Damodaran (2023)

Aswath Damodaran (* 23. September 1957) ist Professor für Finanzierung an der Stern School of Business der New York University (Kerschner Family Chair in Finance Education), wo er Corporate Finance und Unternehmensbewertung unterrichtet. Er ist als Redner und Buchautor bekannt.

## Leben
Aswath Damodaran wurde in Indien geboren. Studien an der University of Madras und dem Indian Institute of Management Bangalore sowie der University of California, Los Angeles schloss er mit dem Master of Science in Management, M.B.A. und dem Ph.D. ab.
Bevor er an der NYU unterrichtete, war er als Gastprofessor von 1984 bis 1986 an der University of California, Berkeley tätig.
Damodaran unterrichtet auch am TRIUM Global Executive MBA-Programm einer Allianz zwischen der NYU, der LSE London und der HEC Paris,  sowie dem Master of Science in Global Finance (MSGF), einem Gemeinschaftsprogramm der NYU und der Hong Kong University of Science and Technology. Er unterrichtet Bewertung für die Stern Executive Education.
Er hält Kurse im M.B.A.- und Ph.D.-Programm der University of California, Los Angeles, sowie Kurse in Rechnungswesen an der University of Madras, dem Institute for Mergers, Acquisitions and Alliances und dem Indian Institute of Management Bangalore.
Einige seiner Kurse erfreuen sich auf YouTube einer großen Beliebtheit. Fast 17 Millionen Aufrufe erhielten die Videos von Damodaran bereits.

## Publikationen
- Applied Corporate Finance: A user's manual. 2. Auflage, Wiley, Hoboken 2006
- Building Public Trust: The Future of Corporate Reporting (2002)
- Caliber Course Using Corporate Finance, 2nd Edition (2003)
- Core Concepts of Applied Corporate Finance (2003)
- Corporate Finance.
  - Theory and Practice (1996)
  - Theory & Practice Test Bank (1997)
  - Study Guide and Problems Manual: Theory and Practice (1997)
- Damodaran on Valuation.
  - Security Analysis for Investment and Corporate Finance (1994)
  - Study Guide: Security Analysis for Investment and Corporate Finance (1994)
- Investment Valuation: Tools and Techniques for Determining the Value of Any Asset (1995)
- Investment Valuation. Wiley, Hoboken 2012.
- The Dark Side of Valuation.
- The Little Book of Valuation.
- Investment Management.
- Investment Philosophies.
- Investment Philosophies: Successful Strategies and the Investors Who Made Them Work (2003)
- Investment Philosophies: Successful Investment Philosophies and the Greatest Investors Who Made Them Work (2003)
- Investment Fables: Exposing the Myths of "Can't Miss" Investment Strategies (2004)
- Strategic Risk Taking.
- The Analysis and Use of Financial Statements 3rd Edition (2002)

Neben seinen Büchern schrieb er zahlreiche Artikel in Zeitschriften wie The Journal of Financial and Quantitative Analysis, The Journal of Finance, The Journal of Financial Economics, and the Review of Financial Studies.

## Auszeichnungen
- Richard L. Rosenthal Award for Innovation in Investment Management and Corporate Finance
- Herbert Simon Award, der Rajk László College for Advanced Studies in Budapest
- Die Zeitschrift Business Week führt ihn in der Liste der Top 12 U.S. Business-School-Professoren.